# Juist-Stiftung
Die Juist-Stiftung wurde am 14. Januar 2006 als 99. Bürgerstiftung in Deutschland auf der ostfriesischen Insel Juist gegründet. Stiftungsorgane sind der Stiftungsrat und der Stiftungsvorstand. Einmal jährlich findet auf Juist ein Stifterforum (Versammlung aller Stifter) statt; etwa alle fünf Jahre ein Stiftermahl.
Die Stiftung ist Mitglied bei „Bürgerstiftungen Deutschlands“ (ehemals Initiative Bürgerstiftungen (IBS); gefördert vom Bundesverband Deutscher Stiftungen) und erhielt bisher regelmäßig deren Gütesiegel. Sie ist als gemeinnützig anerkannt und bezeichnet sich als politisch und konfessionell unabhängig.
Der Name Juist-Stiftung wurde bewusst gewählt, da es sich nicht nur um ein Engagement von und für Juister Bürger handelt, sondern auch Gäste und Inselfreunde in die Arbeit einbezogen werden sollen. Gefördert werden vor allem Juister Vereine und Institutionen.
Zweck der Stiftung ist laut Satzung die Förderung von
- Bildung und Erziehung
- Jugend- und Altenhilfe
- Kultur, Kunst- und Denkmalpflege
- Wissenschaft und Forschung
- Umwelt-, Naturschutz und Landschaftspflege
- Heimatpflege
- Gesundheit und Sport

sowie von mildtätigen und religiösen Zwecken auf der Insel Juist. Es werden keine Pflichtaufgaben der Gemeinde übernommen.
Als erste Aktion der Stiftung wurden 2007 die von Otto Leege angelegten Goldfischteiche auf Juist in ihren ursprünglichen Zustand versetzt. In den Folgejahren wurden verschiedene Anschaffungen ermöglicht: unter anderem ein Spielmobil, Technik für die Theater AG, Volleyballnetze sowie die Anlage zweier Bouleplätze.
Im Jahr 2011 schaffte die Stiftung zwei Defibrillatoren an, die am Ost- und West-Ende der Insel in wettergeschützten Gehäusen und jederzeit zugänglich installiert wurden. In den Folgejahren kamen drei weitere Defibrillatoren dazu.
Außerdem kam mit ihrer Unterstützung 2011 ein einwöchiges Projekt an der Inselschule Juist sowie die Gründung des europaweit ersten Gästeorchesters mit 40 mitwirkenden Urlaubsgästen zustande. Während das Gästeorchester 2013 wegen mangelnder Beteiligung ausfallen musste, wurde die Schul-Projektwoche wiederholt.

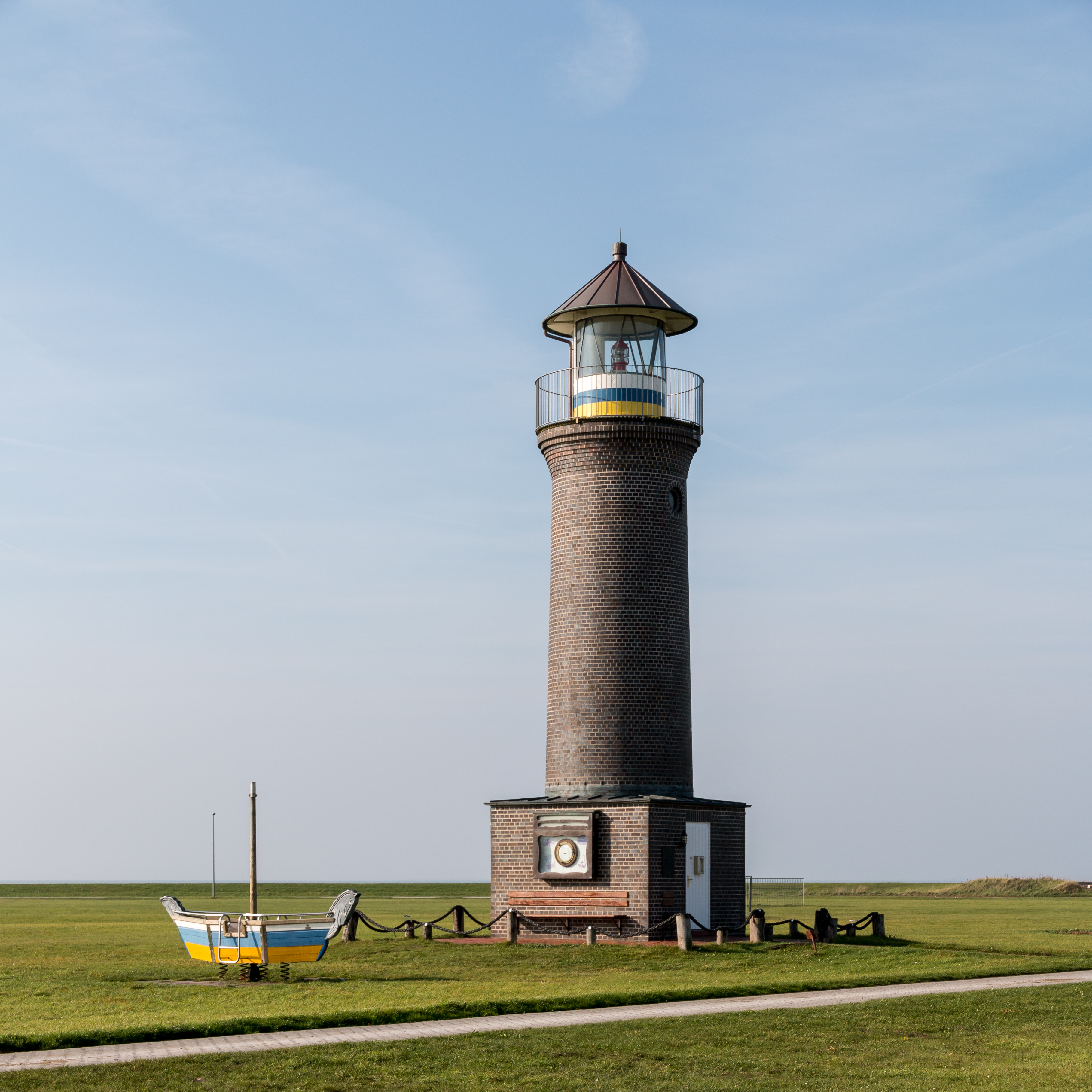
Memmertfeuer

Ende September 2013 fand das 5. Insel-Musikfest statt. Es wurde ausschließlich mit Beiträgen von Juister Musikgruppen verschiedenster Richtungen gestaltet. Weiterhin wurde 2013 ein Mehrgenerationen Bewegungsparcours mit sechs Sportgeräten eingerichtet sowie 2013/2014 das Leuchtfeuer des Leuchtturms Memmertfeuer saniert. 2024 wurde mit Unterstützung der Juist-Stiftung ein Notfallorientierungssystem auf Juist installiert.
Das Vermögen betrug im Jahr 2022 etwa 620.000 Euro.
Im „Report Bürgerstiftungen“ der Stiftung Aktive Bürgerschaft lag die Juist-Stiftung 2014 auf Platz eins bezüglich der Projektförderung sowie der Spendeneinnahmen (Pro-Kopf-Werte für Einwohner im Stiftungsgebiet).
2023 wurden fast 16.000 Euro für die verschiedenen Stiftungszwecke ausgeschüttet.